# Fronte Libanese
Il Fronte Libanese (in arabo الجبهة اللبنانية‎?, al-Jabha al-Lubnāniyya), conosciuto anche come "Fronte Kufur", è stato uno schieramento di movimenti politici  a prevalenza cristiana maronita in Libano, costituito nel 1976, nel corso della guerra civile libanese. L'accordo incluse anche le milizie armate, unite nelle Forze Libanesi. Esso fu costituito per controbilanciare la potenza di fuoco dello schieramento cosiddetto "progressista" del Movimento Nazionale Libanese guidato da Kamal Jumblatt. La coalizione si sciolse nel 1986.

## Storia
Non appena esplose la guerra civile in Libano nel 1975, tra i miliziani cristiani maroniti da un lato e una coalizione di palestinesi alleati a guerriglieri libanesi in prevalenza sunniti, sciiti e drusi dall'altro e prima che il Fronte Nazionale fosse costituito, numerosi dei futuri leader del Fronte Libanese affiancarono ai loro partiti politici delle milizie armate, e in particolare il Partito Nazionale Liberale di Camille Chamoun, le cui milizie si chiamavano Numūr al-aḥrār, quelle già esistenti nelle Falangi Libanesi di Pierre Gemayel, la Brigata Marada di Sulayman Farangiyye e i "Guardiani del Cedro" di Étienne Saqr.
Il Fronte Libanese fu presieduto da Camille Chamoun, già Presidente della Repubblica del Libano e leader del Partito Nazionale Liberale, dal carismatico capo delle Falangi Libanesi ( Katāʾeb) Pierre Gemayel, e da Sulayman Farangiyye, da poco cessato dal suo mandato di Presidente della Repubblica. Uno dei co-fondatori del Fronte libanese fu l'ex presidente dell'Assemblea Generale delle Nazioni Unite Charles Habib Malik.
Ad esso afferivano anche vari intellettuali, come Fu'ad Frem al-Bustani, presidente dell'Università del Libano o esponenti religiosi, quali Padre Charbel Qassis (in arabo شربل قسيس‎?, Sherbel Qassīs), che sarà poi sostituito da Padre Paolo Na'man (in arabo  بولس نعمان‎?, Būlus Naʿmān), il capo del Congresso Permanente degli Ordini monastici libanesi. Per breve tempo ne fece anche parte il poeta Said Aql.
Il numero globale di uomini delle milizie, le Forze Libanesi, ammontava a circa 18.000: cifra relativamente alta se si considera che la popolazione complessiva libanese raggiungeva appena i tre milioni. Le milizie unificate che sostenevano il Fronte furono comandate brevemente da William Hawi e dopo che questi fu ucciso da un cecchino, dal figlio del leader delle Falangi, Bashir Gemayel. Le tensioni nel Pese indussero la Lega Araba, dopo l'accordo di Riyāḍ del 21 ottobre 1976, ad autorizzare l'intervento di una Forza Araba di Dissuasione (FAD) a maggioranza siriana per riportare una tregua. Questo accese dei contrasti tra Sulayman Farangiyye, da sempre filo siriano, e Pierre Gemayel.

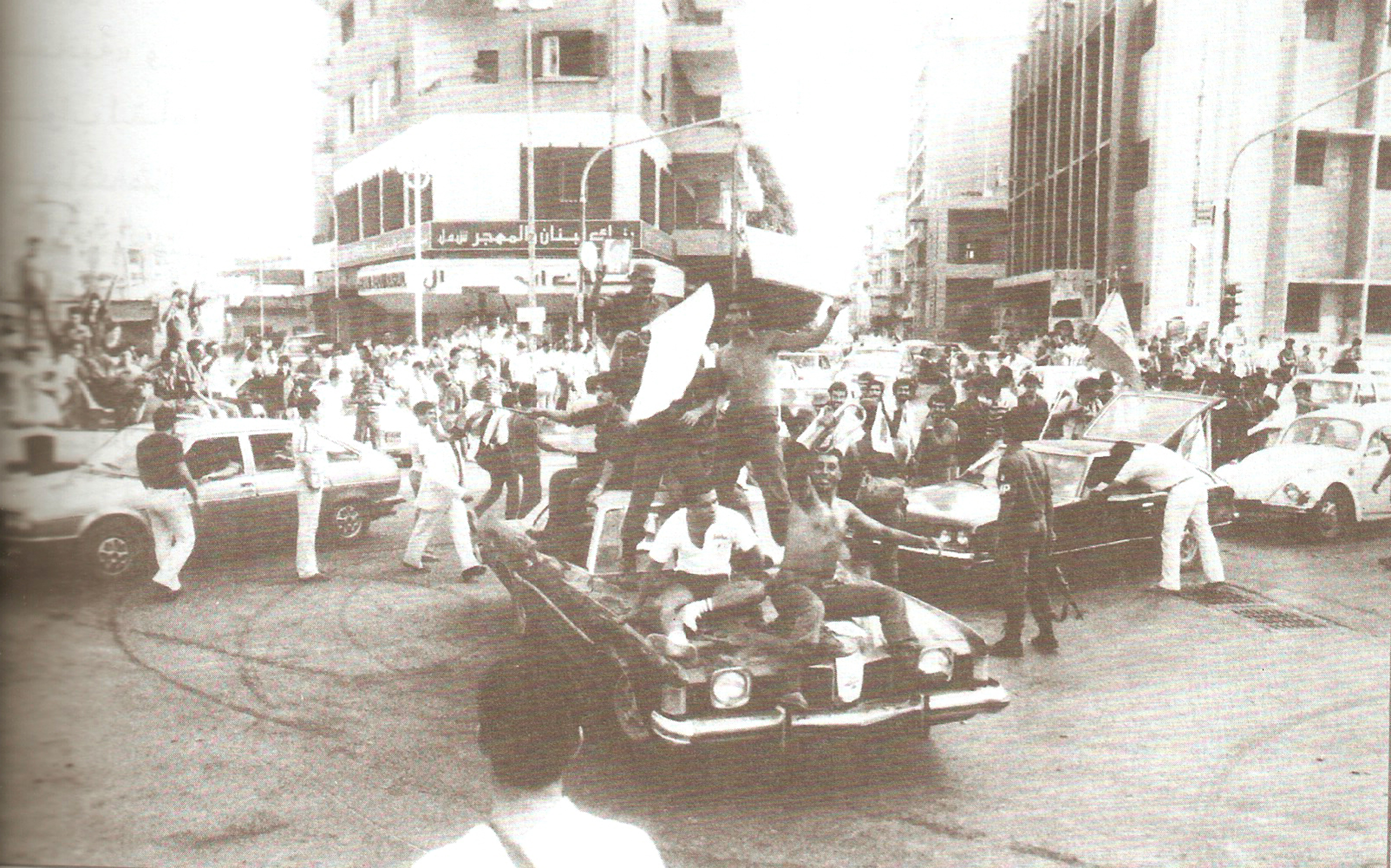
Festeggiamenti a Beirut il 23 agosto 1982, giorno dell'elezione a presidente di Bashir Gemayel

Dopo l'invasione israeliana del sud del Libano nel marzo 1978, Tony, figlio di Sulayman Farangiyye, e comandante della Brigata Marada, fu ucciso nel mese di giugno con la sua famiglia dai miliziani delle Katāʾeb su disposizione di Bashir Gemayel, figlio di Pierre. L'anziano ex-Presidente Sulayman Farangiyye abbandonò a quel punto il Fronte. La pace, fragile, era stata riportata dalla truppe ONU dell'UNIFIL. 
Nel 1982, il Fronte Libanese chiese con forza che Bashir Gemayel fosse eletto alla Presidenza della Repubblica e questo in effetti accadde non appena le Forze armate israeliane invasero ancora il Libano. Bashir fu eletto dall'Assemblea Nazionale con 57 voti su 92, ma fu assassinato appena tre settimane più tardi in un attentato al quartier generale falangista, in cui persero la vita anche 25 dirigenti. Per tutta risposta, le milizie delle Forze Libanesi compirono un massacro nei campi palestinesi. Il fratello di Bashir, Amīn fu eletto Presidente della repubblica e suo cugino Fadi Frem (Fādī Afrām), come capo delle milizie.
I due cugini ebbero rapporti difficili e, nel 1984, la pressione di Amīn Gemayel portò alla sostituzione di Frem con Fuʾād Abī Nāḍer, un nipote di Gemayel, che entrò in contrasto con la fazione condotta da Samir Geagea.
Di fatto il Fronte si sciolse nel 1986, dopo che la maggior parte dei più importanti esponenti del Fronte Libanese morì (Pierre Gemayel nel 1984, Chamoun e Charles Malik nel 1987) e furono rimpiazzati da leader di minore influenza come Elie Karameh, George Saadeh e Karim Pakraduni. 
Con l'auto-esilio nel 1988 del presidente uscente Amin Gemayel, i nuovi leader cristianomaroniti lentamente inclinarono verso posizioni meno ostili alla Siria, se non addirittura filo-siriane. 
Dany Chamoun, figlio del defunto Camille Chamoun, formò un nuovo Fronte Libanese che non era filo-siriano, ma appena una settimana dopo la fine della guerra civile libanese, nell'ottobre del 1990, Dany fu assassinato e il nuovo Fronte Libanese finì con lui.